# Usage des majuscules en français lorsque le spécifique est un adjectif
 (novembre 2018).
Si vous disposez d'ouvrages ou d'articles de référence ou si vous connaissez des sites web de qualité traitant du thème abordé ici, merci de compléter l'article en donnant les références utiles à sa vérifiabilité et en les liant à la section « Notes et références ».
Pour un article plus général, voir Usage des majuscules en français.
L’adjectif prend seul la majuscule s’il est le seul élément de caractérisation d’une locution constituant un « nom propre » (éléments géographiques, hydrographiques, monuments, institution, etc.). Dans la locution « le mont Blanc » par exemple on dit que « mont » est le générique et « Blanc » le spécifique (ou le caractéristique).
Ces constructions sont relativement rares en français : on peut dresser une liste de celles de ces appellations connues des ouvrages et sites encyclopédiques de base.

## Adjectif précédant le substantif
Les exemples sont rarissimes :
- le Premier ministre, premier ministre ou Premier Ministre[1] ;
- on s’attendrait à trouver écrit « le Petit pont » comme on trouve écrit « le pont Neuf », mais la graphie « le Petit-Pont » semble seule attestée.

## Adjectif suivant le substantif
La graphie choisie par un dictionnaire influe sur sa place alphabétique dans Le Petit Larousse 2008, la montagne Pelée est à chercher à l’entrée « PELÉE (montagne) » donc à la lettre P et la Montagne Blanche (puisque telle est la graphie choisie par ce dictionnaire) à l’entrée « Montagne Blanche (bataille de la) » donc à la lettre M (et il n’y a pas de renvoi).

### abbaye
- Noms d’abbaye : l’abbaye Blanche.

### aiguille
Noms d’aiguille (mont) : l’aiguille Blanche, l’aiguille Rouge,
l’aiguille Verte.

### allée
Noms d’allée : l’allée Royale , l’allée Verte.

### archipel
Noms d’archipel (îles) : l’archipel Arctique.

### autoroute
Noms d’autoroute : l’autoroute Blanche, l’autoroute Métropolitaine.

### avenue
Noms d’avenue : l’avenue Paulista.

### baie
Noms de baie : la baie Accessible, la baie Antarctique, la baie Blanche , la baie Bretonne, la baie Française (la baie de Fundy), la baie Georgienne,  la baie Inutile, la baie Norvégienne, la baie Rocheuse, la baie Sauvage, la baie Verte .

### bassin
Noms de bassins : le bassin Indo-Pacifique.

### baume
Noms de baume (grotte) : la baume Bonne, la baume Brune.

### bibliothèque
Noms de bibliothèque : la bibliothèque Ambrosienne (à Milan), la bibliothèque Inguimbertine (à Carpentras), la bibliothèque Jagellonne (à Cracovie), la bibliothèque Laurentienne (à Florence), la bibliothèque Malatestiana (à Césène), la bibliothèque Mazarine (à Paris).
- Le Lexique indique : « On mettra une majuscule au mot caractéristique, qui peut être un adjectif dérivé d’un nom propre, ou encore le mot Bibliothèque lui-même s’il est accompagné d’un adjectif non dérivé d’un nom propre[4] ».
- Pour la Bibliothèque nationale, l’adjectif national n’est pas spécifique.
  - Certains s’insurgent, tels Albert Doppagne : « Vouloir imposer une distinction graphique entre la Bibliothèque nationale et la bibliothèque Mazarine, l’une avec majuscule et l’autre sans, c’est demander la lune ! D’autant plus que, de part et d’autre, nous avons le couple nom plus adjectif[5]. »

### boulevard
Noms de boulevard (rue) : le boulevard Frantsouzkyï, le boulevard Métropolitain, le boulevard Royal, le boulevard Triomphal.

### canal
Noms de canal : le canal Impérial.

### cap
Noms de cap : le cap Arctique,
le cap Blanc,
le cap Bon,
le cap Brun, 
le cap Corse,
le cap Dur (le cap Horn),
le cap Enragé,
le cap Jaune, 
le cap Méchant,
le cap Naturaliste,
le cap Nègre,
le cap Vert.
Aujourd'hui on dit « la presqu’île du Cap-Vert », appellation jugée plus exacte que « le cap Vert », expression devenue archaïque.
Les îles du Cap-Vert tirent leur nom du cap Vert dont elles sont proches. Politiquement, ces îles constituent la république du Cap-Vert. L’appellation courte « le Cap-Vert » désigne aussi bien les îles et que le pays.

### casino
Noms de casino : le casino Mauresque. 

### causse
Noms de causse : le causse Noir,
le causse Rouge.

### chaîne
Noms de chaîne (chaîne de montagnes) : la chaîne Annamitique, la chaîne Côtière, la chaîne Orientale, la chaîne Transantarctique.

### champ
Noms de champ : les champs Catalauniques, les champs Décumates, les champs Phlégréens, les champs Phlégréens de la mer de Sicile. Ces expressions sont proches du latin : en français d’aujourd’hui on dit plaine et nom champs...

### chapelle
Noms de chapelle : la chapelle Pauline (ou la chapelle Paolina), la chapelle Sixtine.

### château
Noms de château : le château Blanc , le château Rose, le château Rouge .

### cité
Noms de cités (rue) : la cité Industrielle.

### collège
Noms de collège : le collège Cévenol.

### colonne
Noms de colonne : la colonne Trajane. Outre « la colonne Trajane » qui fait figure de latinisme on dit aussi « la colonne de Trajan ».

### cordillère
Noms de cordillère : la cordillère Annamitique (la chaîne Annamitique), la cordillère Arctique, la cordillère Blanche, la cordillère Cantabrique, la cordillère Centrale , la cordillère Néovolcanique, la cordillère Occidentale , la cordillère Orientale , la cordillère Pénibétique, la cordillère Principale, la cordillère Royale, la cordillère Septentrionale , la cordillère Subbétique ; les cordillères Bétiques.

### dent
Noms de dent (mont) : la dent Blanche (homonymie)  ; dents : les dents Blanches.

### désert
Noms de désert : le désert Arabique, le désert Libyque.

### détroit
Noms de détroit : le détroit Intérieur.

### étang
Noms d’étang : l’étang Blanc, l’étang Fourcat (l’« étang Fourchu »), l’étang Long, l’étang Noir, l’étang Rond, l’étang Saumâtre.

### fleuve
Noms de fleuve : le fleuve Bleu (le Yangzi Jiang), le fleuve Jaune (le Huang He), le fleuve Rouge.

### forêt
Noms de forêt : la « forêt Charbonnière ».
La Forêt-Noire est un massif montagneux.

### fort
Noms de forts : le fort Carré (Antibes), le fort Carré (Fort-Louis), le fort National.

### fosse
Noms de fosse (fosse sous-marine) : la fosse Romanche.

### glacier
Noms de glacier : le glacier Blanc, le glacier Noir, le glacier Rond.

### golfe
Noms de golfe : 
le golfe Ambracique, le golfe Arabique (le golfe Persique), le golfe Arabo-Persique (le golfe Persique), le golfe Argolique,  
le golfe Borysthénique,
le golfe Carcinitique (golfe de Karkinit),
le golfe Eubéen (le golfe d’Eubée), le golfe Euboïque (le golfe d'Eubée), 
le golfe Lamiaque (le golfe Maliaque), 
le golfe Maliaque, 
le golfe Pagasétique, le golfe Pélasgique (le golfe Pagasétique), le golfe Persique, 
le golfe Saronique, le golfe Singitique, le golfe Strymonique, 
le golfe Thermaïque, le golfe Toronaïque (le golfe Toronéen), le golfe Toronéen, le golfe Triste.

### grotte
Noms de grotte : la grotte Bleue, la grotte Rouge, la grotte Sarrazine.

### havre
Noms de havre : le havre Inutile.

### île
Noms d’île : 
l’île Belle, l’île Belle (Taormine), l’île Blanche, l’île Bolchevique, 
l’île Carrée, 
l’île Fleurie,
l’île Inaccessible , l’île Inexpressible, 
l’île Longue , 
l’île Majeure, l’île Mineure, 
l’île Noire, 
l’île Ovale, 
l’île Perdue, l’île Plane , l’île Plate , 
l’île Ronde , l’île Rose (Nouvelle-Zélande), l’île Rouge, 
l’île Tibérine, 
l’île Verte , l’île Violette ;
îles : les îles Aléoutiennes, les îles Anglo-Celtes (les îles Britanniques), les îles Anglo-Normandes, les îles Antipodes, les îles Australes,
les îles Baléares, 
les îles Britanniques,
les îles Diapontiques, 
les îles Égades, les îles Égates (les îles Égades), les îles Égéennes, les îles Élaphites, les îles Éoliennes, les îles Éparses, les îles Extérieures, 
les îles Frisonnes (les îles de la Frise), 
les îles Glorieuses, 
les îles Ioniennes, les îles Intérieures, 
les îles Malouines, 
les îles Nuageuses,
les îles Phlégréennes, les îles Pityuses (les Pityuses), les îles Pontines, les îles Purpuraires, 
les îles Sanguinaires (l’archipel des Sanguinaires), les îles Saroniques,
les îles Turques, les îles Turquoises (les « îles Turques »).

### îlet
Noms d’îlet : l’îlet Blanc, l’îlet Long, l’îlet Pelé.

### îlot
Noms d’îlot : l’îlot Blanc, l’îlot Solitaire.

### jeu

#### jeux
Noms de jeux : les jeux Floraux,
les jeux Isthmiques,
les jeux Néméens,
les jeux Olympiques,,
les jeux Pythiques.
Noms de jeux (variante) : les Jeux floraux,
les Jeux isthmiques,
les Jeux néméens,
les Jeux olympiques,
les Jeux pythiques.
Serge Aslanoff observait en 1986 : « Ajoutons du point de vue de la graphie française deux variantes dans l’emploi des majuscules. On écrivait d’abord 
- jeux Olympiques

mais la tendance est d’écrire de plus en plus la forme
- Jeux olympiques[19]. »

Pour Louis Guéry : « JEUX OLYMPIQUES. Cette manifestation sportive offre un bel exemple de cacophonie entre les différents codes.
Pour le Code typographique, on doit écrire : jeux Olympiques. Pour le Lexique de l’Imprimerie nationale : Jeux olympiques. Le Mémento typographique, lui, met une capitale à chaque mot : Jeux Olympiques.
En vertu de la règle de la détermination par l’adjectif qui prévaut dans d’autres domaines (géographique, historique), nous choisissons pour notre part :
- jeux Olympiques comme jeux Floraux, jeux Pythiques, etc. 
  - la numérotation s’indique en chiffres romains :
  - Les XXVIe jeux Olympiques vont se dérouler à Atlanta.
  - employé seul, le mot jeux prend une capitale :
  - Il doit participer aux prochains Jeux[20]. »

Pour Jean-Pierre Colignon (2005) — les explications entre crochets sont de Jean-Pierre Colignon : « olympique
- Pour les compétitions sportives mondiales organisées tous les quatre ans depuis 1896, la graphie actuelle est : les Jeux olympiques [au sens absolu : les Jeux]. 
  - S’agissant des jeux, mêlant sport, musique et poésie, de l’Antiquité grecque, on doit maintenir la graphie : les jeux Olympiques [sur le même plan que les jeux Néméens, les jeux Isthmiques, les jeux Pythiques...][21]. »

On trouve encore la graphie « les jeux olympiques » — parmi d’autres graphies — dans les dictionnaires de langue, sub verbo olympique, voir par exemple le Trésor de la langue française : Informations lexicographiques et étymologiques de « olympique »  dans le Trésor de la langue française informatisé, sur le site du Centre national de ressources textuelles et lexicales
Tableau récapitalitif pour « les jeux Olympiques » pris en exemple :
| Graphie             | Attestations |
| ------------------- | --- |
| les jeux olympiques | dictionnaires de langue |
| les jeux Olympiques | le Petit Larousse, le Robert encyclopédique des noms propres 2008, le Dictionnaire Hachette 2008, le Dictionnaire des règles typographiques de Louis Guéry |
| les Jeux olympiques | Lexique des règles typographiques en usage à l’Imprimerie nationale                                                                                        |
| les Jeux Olympiques | Mémento typographique |

### lac
Noms de lac : le lac Blanc , le lac Bleu , le lac Clair , le lac Borgne, le lac Caché, le lac Désert , le lac Fourchu, le lac Jaune, le lac Kourile, le lac Long , le lac Majeur, le lac Mort, le lac Nègre, le lac Noir , le lac Rond , le lac Rose, le lac Rouge , le lac Sauvage , le lac Supérieur, le lac Tremblant, le lac Vert  ; lacs : les lacs Amers.

### lagon
Noms de lagon : le lagon Bleu.

### lycée
Noms de lycée : le lycée Impérial. On écrit « le lycée Impérial » ou « le lycée du Parc » pour désigner de façon plus brève « le lycée du Parc-Impérial » situé à Nice.

### mer
Noms de mer : la mer Blanche, la mer Cantabrique, la mer Celtique, la mer Égée, la mer Érythrée (évoquée dans le Périple de la mer Érythrée) , la mer Icarienne, la mer Jaune, la mer Ligure, la mer Méditerranée, la mer Morte, la mer Myrtoenne (la mer de Myrto), la mer Noire, la mer Putride (le Syvach), la mer Rouge, la mer Tyrrhénienne.
Pour « la mer Méditerranée » (on dit souvent aussi « la Méditerranée »), Méditerranée n’est plus guère ressenti comme l’adaptation de l’adjectif latin mediterraneus (qui signifiait « au milieu des terres » sans jamais s’appliquer à la mer qui porte aujourd'hui ce nom) mais plutôt comme un substantif en apposition avec le précédent : on en a même tiré l’adjectif méditerranéen...
| Appellation longue  | Appellation courte | Adjectif correspondant |
| ------------------- | ------------------ | ---------------------- |
| la mer Blanche      |                    |                        |
| la mer Cantabrique  |                    |                        |
| la mer Celtique     |                    |                        |
| la mer Égée         | l’Égée             | égéen                  |
| la mer Érythrée     |                    |                        |
| la mer Jaune        |                    |                        |
| la mer Ligure       |                    |                        |
| la mer Méditerranée | la Méditerranée    | méditerranéen          |
| la mer Morte        |                    |                        |
| la mer Myrtoenne    |                    |                        |
| la mer Noire        |                    |                        |
| la mer Rouge        |                    |                        |
| la mer Tyrrhénienne |                    |                        |

### mont
Noms de mont : le mont Aigu, le mont Albain, le mont Algide, 
le mont Blanc, le mont Brûlé, 
le mont Chauve (Une nuit sur le mont Chauve est une œuvre de Modeste Moussorgski),
le mont Fleuri, le mont Français, 
le mont Gros , 
le mont Maudit, 
le mont Noir, 
le mont Patibulaire, le mont Perdu, le mont Pourri, 
le mont Rond (sommet du massif du Jura), le mont Royal, le mont Rose, 
le mont Tendre, le mont Terrible (le mont Terri aujourd’hui), le mont Tremblant, 
le mont Ventoux (forme locale pour « le mont Venteux ») ; 
monts : les monts Albains, les monts Brumeux, les monts Cantabriques (la cordillère Cantabrique), les monts Euganéens, les monts Héréens, les monts Hybléens, les monts Métallifères, les monts Riphées, les monts Sibyllins, les monts Transantarctiques (la chaîne Transantarctique).
Pour les entités tirées de tels noms de mont (où ce terme est suivi d’un adjectif), le mot mont est suivi par un trait d’union, ce qui implique aussi qu’il prenne la majuscule.
La graphie « le Mont-Blanc » est la forme courte correspondant à la forme longue « le massif du Mont-Blanc » : c’est le nom d’un massif montagneux ; on peut donc écrire : « le Mont-Blanc culmine au mont Blanc ».
La graphie « le Mont-Blanc » est aussi la forme courte correspondant à la forme longue « le département du Mont-Blanc », ancien département français tirant son nom du « mont Blanc ».
La graphie « le Mont-Terrible » est aussi la forme courte correspondant à la forme longue « le département du Mont-Terrible », ancien département français tirant son nom du « mont Terrible » (aujourd’hui « le mont Terri »).
Le « tunnel du Mont-Blanc » porte le nom du mont Blanc.
Paris possède un « square du Mont-Blanc » portant le nom du mont Blanc.
Le nom du « mont Blanc » a été adjoint à celui de la commune de Chamonix qui est donc devenue officiellement « Chamonix-Mont-Blanc ».

### montagne
Noms de montagne : la montagne Fendue, la montagne Noire (Australie), la montagne Pelée ; montagnes : les montagnes Noires, les montagnes Olympiques, les montagnes Rocheuses, les montagnes Vertes.
Contrairement aux formations avec le terme mont (voir section mont, les exceptions abondent).
Près de Prague s’élève « la Montagne Blanche » célèbre pour « la bataille de la Montagne Blanche » qui s’y déroula en 1620.

### mur
Noms de mur : le mur Servien (la muraille Servienne).

### muraille
Noms de muraille : la muraille Servienne.

### océan
Noms d’océan : l’océan Antarctique (l’océan Austral), l’océan Arctique, l’océan Atlantique, l’océan Austral, l’océan Centralien, l’océan Indien, l’océan Pacifique, l’océan Rhéique, l’océan Valaisan.
| Appellation longue  | Appellation courte | Adjectif correspondant |
| ------------------- | ------------------ | ---------------------- |
| l’océan Antarctique |                    |                        |
| l’océan Arctique    |                    |                        |
| l’océan Atlantique  | l’Atlantique       | atlantique             |
| l’océan Austral     |                    |                        |
| l’océan Indien      |                    |                        |
| l’océan Pacifique   | le Pacifique       | pacifique              |

### ordre
Noms d’ordre (de chevalerie) : l’ordre Teutonique.

### palais
Nom de palais : le palais Blanc (en serbe cyrillique : Бели двор ; en serbe latin : Beli dvor ; situé à Belgrade), le palais Bleu (Varsovie), le palais Japonais, le palais Jaune, le palais Rose .
Mais le Palais-Royal (à Paris) semble toujours graphié ainsi.

### parc
Nom de parc : le parc national Olympique.

### passage
Noms de passage : le passage Épineux.

### péninsule
Noms de péninsule :
la péninsule Acadienne, la péninsule Arabique,
la péninsule Antarctique,
la péninsule Ibérique,,
la péninsule Malaise,
la péninsule Olympique,
la péninsule Scandinave.
Louis Guéry indique à propos du mot péninsule « [...] employé seul pour désigner l’Espagne et le Portugal, il prend la capitale : Il prend ses vacances dans la Péninsule. Donc « la Péninsule » en absolu, c’est « la péninsule Ibérique ».
De nombreux ouvrages donnent des avis péremptoires à propos des noms de péninsule.
Pour Aslanoff par exemple, « avec le mot péninsule, l’adjectif garde la minuscule sauf pour la péninsule Ibérique ».
Il faut se demander si on a affaire à un véritable toponyme.
La péninsule Antarctique désigne une excroissance de l’Antarctique, tout comme le cap Corse désigne une excroissance de la Corse : ces deux toponymes s’écrivent de façon analogue.
La péninsule Malaise ne se confond pas avec la Malaisie ni même avec la Malaisie péninsulaire : c'est un toponyme aussi.
La péninsule Scandinave ne se confond pas avec la Scandinavie si l’on englobe le Danemark dans la Scandinavie : la péninsule Scandinave est alors un toponyme véritable car distinct.

### pertuis
Noms de pertuis : le pertuis Breton.

### pic
Noms de pics (mont) : le pic Blanc , le pic Central, le pic Intermédiaire, le pic Long, le pic Maudit, le pic Noir (Savoie), le pic Saillant.

### pié
Noms de pié (terme local, peut-être équivalant à puy) : le pié Ferré, le pié Rouge.

### piton
Noms de piton : le piton Carré, le piton Rouge.

### place
Noms de place : la place Basse, la place Blanche, la place Carrée, la place Dauphine, la place Ducale, la place Fédérale, la place Internationale (nom donné à la place Vendôme en 1871, sous la Commune de Paris), la place Nationale , la place Rouge, la place Royale , la place Verte (en arabe : الساحة الخضراء, ās-sāḥah āl-ḫaḍrā ; une place de Tripoli, capitale de la Libye).

### plage
Noms de plage : la plage Blanche, la plage Rouge (Crète), la plage Rouge (Santorin) ; plages : les plages Blanches.

### pointe
Noms de pointe : la pointe Escarpée, la pointe Espagnole, la pointe Percée.

### pont
Noms de pont : le pont Bleu,
le pont National ,
le pont Neuf,,
le pont Rouge (homonymie) , le pont Royal , le pont Vert.
S’agissant du célèbre pont de Paris on trouve écrit « le pont Neuf » mais aussi « le Pont-Neuf ».
Il existe plusieurs ponts à porter cette appellation : voir article Pont Neuf (homonymie).

### porte
Noms de porte : le porte Verte, la porte Dauphine, la porte Dorée, la porte Jaune, la porte Latine (la Porta Latina), la porte Mordelaise, la porte Noire , la porte Palatine.

### presqu’île
Noms de presqu'île : la presqu’île Guérandaise.

### prince

#### princesse
la princesse Palatine (il y en eut plusieurs)

### prix
Noms de prix : le prix Interallié, le prix Japonais.

### puy
Noms de puy (montagne) : le puy Gros , le puy Pendu, le puy Violent.

### quartier
Noms de quartier : le quartier Latin. Aujourd’hui la graphie « le quartier Latin » semble supplantée par la graphie « le Quartier latin ».
Le quartier Latin n’est pas l’un des 80 quartiers administratifs de Paris : les noms de ces 80 quartiers s’écrivent tous avec une minuscule au mot quartier, par exemple « le quartier de l'École-Militaire ».

### république
Noms d’État comportant le mot « république » :
Le Code typographique
(consulté dans une édition de 1993) indique dans un § 39 intitulé Noms géographiques et historiques (pages 53 et 54) : « On met une grande capitale : [...] 3° A l’adjectif qualifiant un État [...] : [...] La république Argentine. [...] 6° Aux substantifs de dénominations d’États caractérisant la forme de gouvernement et non déterminés par un nom propre : La République française, L’Empire romain. Inversement, ces substantifs prennent la minuscule lorsqu’ils sont déterminés par un nom propre : La république d'Andorre, Le royaume de Belgique, la république populaire fédérative de Yougoslavie. L’empire des Indes n’existe plus. [...] » Difficile d’entrevoir les champs d’application du 3° et du 6° (république Argentine et République française fournis en exemples).
La règle actuelle donnée par le Lexique des règles typographiques en usage à l’Imprimerie nationale est la suivante : « Dans les noms de pays, les mots empire, république, royaume, etc., s’écriront entièrement en lettres minuscules s’ils sont précisés par un nom propre. Ces mêmes mots prendront une capitale initiale s’ils sont complétés par un simple adjectif de nationalité. » Exemples fournis par le Lexique : la République arabe unie (RAU), la République argentine, la République centrafricaine, la République démocratique allemande (RDA), la république socialiste du Viêt Nam, la République dominicaine, la République française.
- Cette règle a pu créer des difficultés diplomatiques. Pendant la guerre froide, il aurait fallu écrire « la république fédérale d'Allemagne et la République démocratique allemande » aussi le Lexique considère la graphie « la République fédérale d'Allemagne (RFA) » comme une forme consacrée par l’usage[33].
- Et depuis l’éclatement de la Yougoslavie, nouveau problème diplomatique, puisque la règle oblige à écrire « la République serbe » pour l’une des deux entités faisant partie de la Bosnie-Herzégovine et « la république de Serbie » sans majuscule au mot république alors qu’il s’agit d’un État indépendant...
- Parmi les ouvrages usuels, Le Robert encyclopédique des noms propres 2008 conserve cette double graphie (république et République).

Certains sont tentés de s’affranchir du distinguo prôné par le Lexique et de mettre systématiquement une majuscule à République et d’écrire : la République socialiste du Viêt Nam, la République de Serbie, etc. C’est l’option prise dans l’arrêté du 4 novembre 1993 relatif à la terminologie des noms d'États et de capitales (et sa Liste annexée) par exemple.
On signale encore un cas isolé : celui de la graphie « la République Française » avec deux majuscules qui apparaît sous la forme « RÉPUBLIQUE FRANÇAISE » sur le logo du gouvernement français créé en 1999 et utilisé jusqu'en 2020 : il s’agit d’une licence artistique que s’est octroyée le concepteur du logotype ; on ne saurait donc se prévaloir de cette licence artistique pour écrire autre chose que « la République française ».
Serge Aslanoff indique (en 1986) : « Pour quelques cas les auteurs sont en désaccord (cf. Berthier et Colignon 1981, p. 326), ils hésitent entre plusieurs variantes : République argentine [, ] République Argentine [et] république Argentine [;] République dominicaine [et] République Dominicaine [;] mais toujours République Centrafricaine ».

### rio et río
Noms de rio ou de río (« rivière » en portugais et en espagnol, respectivement) : le rio Grande au Brésil, le río Grande aux États-Unis.

### rivière
Noms de rivière : la rivière Blanche , la rivière Cachée , la rivière Claire , la rivière Grise, la rivière Inconnue, la rivière Noire , la rivière Perdue, la rivière Pierreuse, la rivière Rouge , la rivière Sableuse, la rivière Salée, la rivière Sauvage , la rivière Sèche , la rivière Supposée (une rade en fait et non une rivière, d’où l’appellation).
Rivière Noire est le nom d’une localité de l’île Maurice ; ce toponyme n’est pas considéré comme pleinement français puisqu’il est dépourvu de trait d'union.

### roc
Noms de roc : le roc Blanc, le roc Rouge (homonymie) .

### roche
Noms de roche : la roche Fleurie, la roche Tarpéienne (latinisme : en français on dirait aussi bien « la roche de Tarpéia »).

### rocher
Noms de rocher : le rocher Blanc, le rocher Percé.

### route
Noms de route : la route Aimable ;
la route Bleue
(la route nationale 7),
la route Brûlée,
la route Circulaire,
la route Dauphine,
la route Nouvelle, 
la route Sablonneuse.

### rue
Noms de rue : la rue Basse , la rue Blanche, la rue Bleue , la rue Botanique , la rue Brève, 
la rue Couverte, 
la rue Française,
la rue Haute, 
la rue Impériale , la rue Intérieure, 
la rue Longue, 
la rue Militaire, la rue Mazarine, 
la rue Nationale , la rue Neuve , la rue Noire , 
la rue Obscure, 
la rue Palatine, la rue Pavée, la rue Pierreuse, la rue Potagère, la rue Principale, 
la rue Royale , 
la rue Sombre,  la rue Sotsialistitcheskaïa (Saint-Pétersbourg) (la « rue Socialiste »), la rue Sovietskaïa  (la « rue Soviétique »), 
la rue Traversière , 
la rue Verte , la rue Vineuse.
À Paris le nom de « la rue Poissonnière » (la rue des poissonniers) a fini par ne plus être compris puisqu’il existe un « boulevard Poissonnière » à proximité...

### sierra
Noms de sierra : la sierra Nevada.

### sommet
Noms de sommet (mont) : le sommet Rond.

### tête
Noms de têtes (mont) : la tête Blanche, la tête Noire .

### table
Noms de « tables » : les tables Claudiennes.

### tour
Noms de tour : la tour Blanche (homonymie) , la tour Carrée (sommet montagneux), la tour Dorée (la tour Vauban (Camaret-sur-Mer)), la tour First (la « tour Première »), la tour Fondue, la tour Initiale, la tour Magne, la tour Percée (double arche naturelle), la tour Valenciennoise.

### université
Noms d’université intégrant un adjectif spécifique issu d’un nom propre : l'université Complutense, l'université Grégorienne, l'université Jagellonne, l’université Wesleyenne.

### vallée
Noms de vallée : la vallée Étroite, la vallée Jaune, la vallée Verte.

### voie
Noms de voie (voie romaine) : la voie Appienne, la voie Aurélienne (Via Aurelia), la voie Domitienne, la voie Latine, la voie Prénestine.

### Remarques
Sont en fait des latinismes les formations ayant comme générique :
1. colonne : à côté de « la colonne Trajane » on rencontre aussi « la colonne de Trajan » ;
2. champs : « les champs Catalauniques » par exemple ;
3. roche : « la roche Tarpéienne » ;
4. voie (voie romaine) : la « voie Appienne ».